# Violette de Toulouse (confiteria)
Les violetes de Tolosa són llaminadures elaborades a partir de flors fresques de violetes, de la varietat violeta d'olor, cristal·litzades al sucre, especialitat de Tolosa.

## Característic
La fabricació de l'especialitat « violeta de Tolosa », és molt delicada, essencialment manual, elaborada a base de flors fresques collides a maduresa en març.
La fabricació consisteix a recobrir les flors fresques de sucre i després fer-lo cristal·litzar. La denominació « violeta de Tolosa » és una marca dipositada.

## Variant

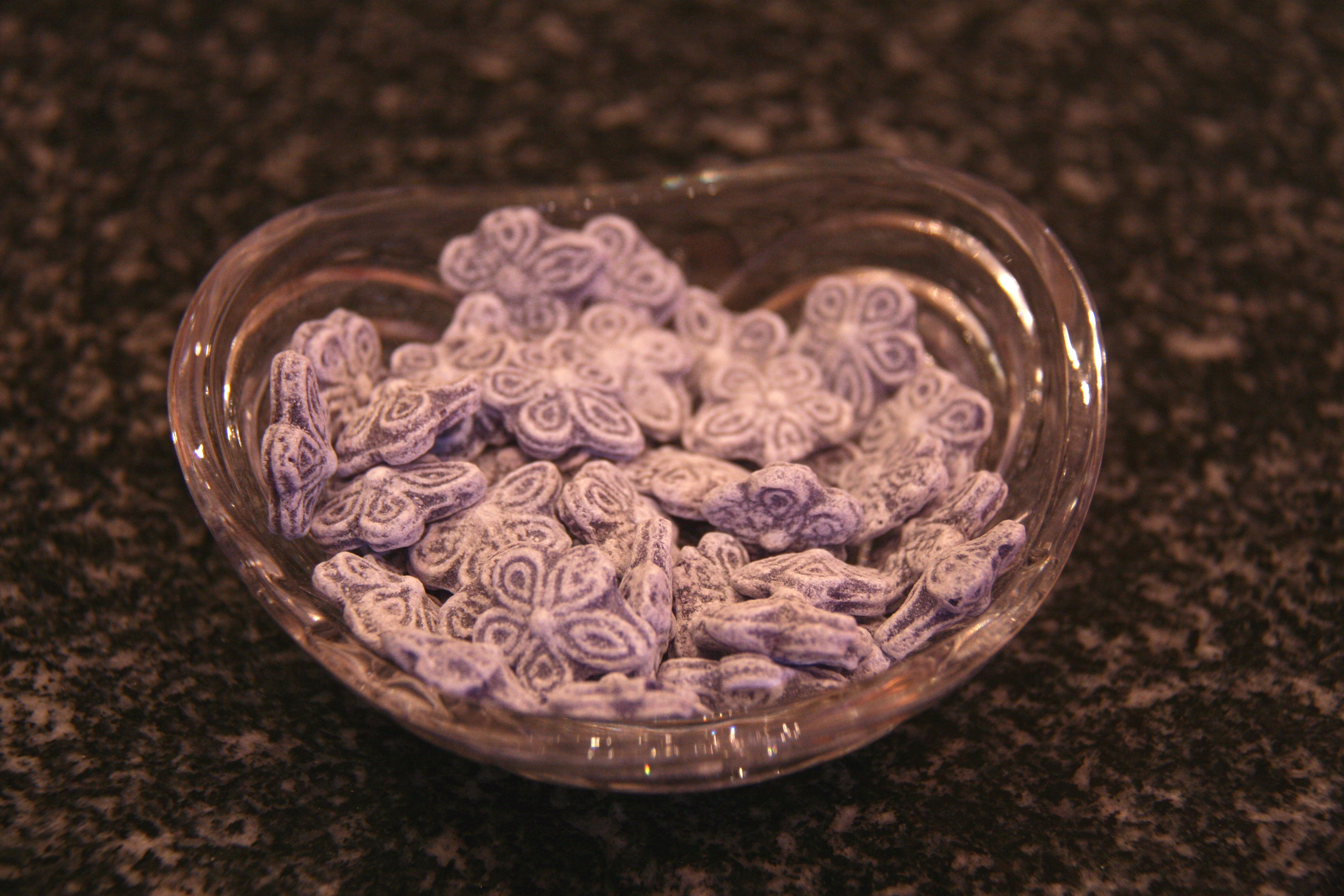
Violetes de Tolosa

Existeix igualment a la regió tolosana caramels perfumats amb violeta dits « bonbons a la violeta » elaborats com un caramel tradicional i no a partir d'una flor natural recoberta de sucre.
A Espanya, existeix un caramelel, dit caramelo de violeta, d'una talla de dos centímetres en forma de violeta de cinc pètals. De bon primer eren fabricats per Vicente Sola, l'any 1915, a la seva pastisseria-confiteria madrilenya La Violeta.